# Прошкина-Лавренко, Анастасия Ивановна
Анастасия Ивановна Прошкина-Лавренко (28 октября [9 ноября] 1891 — 16 июля 1977) — советская учёная-альголог, доктор биологических наук (1963), почётный член Всесоюзного ботанического общества.

## Биография
Родилась в Волчанске 28 октября (9 ноября) 1891 года. Училась на Высших женских курсах в Харькове, в 1915 году окончила естественное отделение физико-математического факультета, где вскоре стала преподавать. В 1922—1925 годах — аспирант Харьковского института народного образования. Также работала в Институте ботаники Харьковского университета и Всеукраинском институте курортологии, занимаясь изучением флоры водорослей.
В 1926—1938 годах проводила исследования на Северо-Донецкой гидробиологической станции, особое внимание уделяя экологической приуроченности водорослей, в частности, их отношению к солёности воды.
С 1936 года А. И. Прошкина-Лавренко — ассистент на кафедре морфологии и систематики растений Ленинградского государственного университета, с 1938 года — доцент. В 1938 году защитила диссертацию кандидата наук, в которой обобщила имеющуюся информацию о водорослях степных рек СССР.
С 1944 года Анастасия Ивановна работала диатомологом в Отделе споровых растений Ботанического института СССР. В соавторстве с другими учёными подготовила трёхтомную монографию «Диатомовый анализ» (1949—1950), за которую коллектив авторов был удостоен Сталинской премии.
Известны также работы А. И. Прошкиной-Лавренко по водорослям Азовского и Чёрного морей, одна из них была удостоена Премии Президиума АН СССР. В 1963 году эти материалы были защищены в качестве докторской диссертации. Впоследствии подготовила несколько разделов для коллективной монографии «Диатомовые водоросли СССР. Ископаемые и современные» (1974).
Скончалась 16 июля 1977 года.

## Некоторые научные работы
- Прошкина-Лавренко А. И. Экологический очерк водорослей водоёмов левобережных террас долины реки Северного Донца // Труды БИН АН СССР, серия 2. — 1954. — Т. 9. — С. 105—190.
- Прошкина-Лавренко А. И. Современные и ископаемые силикофлагеллаты и эбриидеи Черноморского бассейна // Труды БИН АН СССР, серия 2. — 1959. — Т. 12. — С. 142—175.
- Прошкина-Лавренко А. И. Диатомовые водоросли бентоса Чёрного моря. — М.—Л.: Изд-во АН СССР, 1963. — 243 с.

## Виды, названные именем А. И. Прошкиной-Лавренко
- Amphora proschkiniana Gusl., 1987
- Chaetoceros proschkinae Gogorev, 2006, nom. nov.
- † Hemiaulus proschkinae-lavrenkoae Jousé, 1951 — Chasea proschkinae-lavrenkoae (Jousé) D.M.Harwood, 1988
- Cyclotella proshkinae Jousé & Mukhina, 1978
- Cymbella proschkinae Muzafarov, 1952 — Encyonema proschkinae (Muzafarov) Krammer, 1997
- Stephanopyxis lavrenkoae Jousé, 1949 — Eupyxidicula lavrenkoae (Jousé) S.Blanco & C.E.Wetzel, 2016
- Thalassiosira proschkinae I.V.Makarova, 1979